# Agusta A.101
Agusta A.101 (sprva AZ.101) je bil velik trimotorni tovorni helikopter, ki so ga razvijali pri Agusti v 1960ih. Zgradili so samo prototip, leta 1971 so program preklicali.
Prototip je razstavljen v muzeju Agusta, v Cascini Costi.

## Specifikacije (A.101G)
- Posadka: 2
- Kapaciteta: 36 potnikov ali 5000 kg tovora ali 18 nosil
- Dolžina: 20,19 m (66 ft 3 in)
- Premer glavnega rotorja: 20,40 m (66 ft 11 in)
- Višina: 6,56 m (12 ft 6¼ in)
- Premer glavnega rotorja: 327 m2 (3451 ft2)
- Prazna teža: 6850 kg (15100 lb)
- Gros teža: 12900 kg (28440 lb)
- Motor: 3 × Rolls-Royce Gnome H.1400 turbogredni, 1044 kW (1400 KM) vsak

- Največja hitrost: 241 km/h (150 mph)
- Dolet: 402 km (250 milj)
- Višina leta (servisna): 4600 m (15090 ft)
- Hitrost vzpenjanja: 14,5 m/s (2860 ft/min)